# Sergio Blanco
Sergio Blanco (Montevideo, 25 novembre 1981) è un ex calciatore uruguaiano, di ruolo attaccante.

## Palmarès

### Club

#### Competizioni nazionali
- Campionato uruguaiano: 1

Nacional: 2008-2009